# João Neves da Fontoura
João Neves da Fontoura GCC • GCSE (Cachoeira do Sul, 16 de novembro de 1887 — Rio de Janeiro, 31 de março de 1963) foi um advogado, diplomata, jornalista, político e escritor brasileiro. Foi deputado federal, ministro das Relações Exteriores durante os governos de Getúlio Vargas e Eurico Gaspar Dutra, embaixador do Brasil em Portugal entre 1943 e 1945, membro da Academia Brasileira de Letras e membro correspondente da Academia das Ciências de Lisboa. Recebeu o título de Doutor Honoris Causa da Universidade de Columbia e a Ordem do Congresso Nacional. "Orador, foi dos maiores, senão o maior, do nosso tempo."

## Biografia
Filho do coronel Isidoro Neves da Fontoura e de Adalgisa Franco de Godoy, seus primeiros estudos deram-se no Ginásio Nossa Senhora da Conceição, no município de São Leopoldo. Pela parte materna foi neto de Zulmira Fioravanti, e a sua vez bisneto de Antônio Ângelo Cristino Fioravanti, advogado e político influente no Rio Grande do Sul, e trineto do Marco Cristino Fioravanti, médico veneziano, e o primeiro Fioravanti a chegar no Brasil em 1803 e se radicando em Santo Antônio da Patrulha, mudando-se em 1835 para São Borja. Pela parte paterna possui ascendência portuguesa, sendo descendente de João Carneiro da Fontoura, originário de Chaves. João Neves da Fontoura era casado com a cachoeirense Iracema Barcelos de Araújo, com quem teve três filhos. Seu irmão, Floriano Neves da Fontoura, foi deputado estadual e seu sobrinho, General Carlos Alberto da Fontoura foi chefe do Serviço Nacional de Informações e embaixador do Brasil em Portugal de 1974 a 1978.
Formado em 1909 em ciências jurídicas e sociais na Faculdade de Direito de Porto Alegre, onde ingressara em 1905, tendo ali participado do Bloco Acadêmico Castilhista, vinculado ao Partido Republicano Riograndense (PRR), o mesmo ao qual era vinculado Getúlio Vargas. Iniciou a carreira política e pública ainda estudante, sendo nomeado pelo então governador Borges de Medeiros como Promotor na capital, cargo que exerceu durante um ano - deixando o cargo para retornar à sua cidade natal, onde o pai fora intendente municipal. Ali exerceu a advocacia e continua na política. Foi redator nos jornais Rio Grande (de sua cidade), e O Debate, de Porto Alegre, onde fundou a revista Pantum.
Após 1921 foi um dos deputados estaduais mais ativos, participando, em 1924 do levante tenentista. Em 1925 é eleito intendente de Cachoeira do Sul. Em 1927 é eleito vice-presidente do estado, ao lado de Getúlio e, no ano seguinte, deputado federal. Abre-se-lhe, então, a perspectiva de participar ativamente no cenário político nacional, como representante do PRR e interlocutor de Vargas, visando ampliar a participação do Rio Grande nas decisões federais.

### Intendente de Cachoeira do Sul
Eleito prefeito de Cachoeira do Sul de 1925 a 1928 realiza diversas obras de saneamento básico. Coloca carros motorizados para o recolhimento de lixo, institui a cobrança de taxas para custeio de despesas e conclui a segunda hidráulica municipal. Muitas das obras eram marcadas pela estética, para além da função estrutural. Ainda na sua gestão, boa parte das ruas centrais foram calçadas com paralelepípedos. Foram instituídas exigências higiênicas das residências, como quartos de banho, chuveiro e pia de cozinha. Quando a fiscalização começou a notificar os moradores, verdadeira romaria de viúvas e pessoas pobres acorreu ao gabinete de João Neves da Fontoura. Por essa razão, instituiu a política do mandar fazer as obras e receber quando as pessoas pudessem pagar, lançando em dívida ativa, esperando que, com a morte dos proprietários, fosse possível resgatar as dívidas no inventário.
Outra visibilidade dada pelo intendente João Neves da Fontoura foi no reajardinamento das praças centrais. Na praça José Bonifácio, as paineiras foram substituídas por novas mudas. Em 1928, foi construída a “elegante” pérgula, passeio feito com duas séries de colunas paralelas para suportar as tumbergias e roseiras-trepadeiras. Também o bebedouro de animais foi transferido para a praça São João, no bairro Fialho.
O aspecto estético da arquitetura e do espaço urbano da zona central, em fins dos anos 20, aproximaram Cachoeira dos centros mais desenvolvidos do Estado e do país. O calçamento de pedra na rua era impecável; nas calçadas, o piso quadriculado destacava-se; o meio-fio retilíneo dava mostras da padronização e organização desejáveis; a arborização cuidadosamente disposta quebrava a frieza das pedras; os prédios, mesmos os mais antigos, auxiliavam na harmonia do ambiente.

### A revolução de 1930
Vivia o Brasil o auge da política do café-com-leite, e para a sucessão do presidente Washington Luís havia sido eleito para sucedê-lo o nome do paulista Júlio Prestes. Para a vice-presidência foi eleito um baiano, Vital Soares, o que contrariou os políticos mineiros, que contavam com a manutenção da alternância de poder e reclamavam para si tal indicação. Participa Neves da Fontoura ativamente, em maio de 1929, das articulações oposicionistas, compostas pelos dois estados dissidentes (Minas Gerais e Rio Grande do Sul, aos quais juntou-se, sem grande peso mas de forma posteriormente decisiva, a Paraíba), que formaram a chamada Aliança Liberal, num acordo conhecido como “Pacto do Hotel Glória” (numa referência ao hotel carioca, onde se deram as reuniões), que lançou a candidatura de Vargas.
Decisiva a participação de Fontoura nas negociações com os mineiros, como interlocutor dos gaúchos. Em setembro daquele ano foi oficializada a candidatura de Vargas, e Fontoura participa freneticamente da campanha, pelos demais estados. Realizado o pleito, em março de 1930, vence com folga o candidato oficial.
Articula João Neves, junto a Osvaldo Aranha e Flores da Cunha, intensa campanha pela imprensa, denunciando como fraudulenta a eleição, passando a articular a insurreição. Os fatos são precipitados, em 26 de julho de 1930, com o assassinato, numa confeitaria do Recife, de João Pessoa – o candidato a vice, de Getúlio e governador paraibano.
Em 3 de outubro estoura o movimento armado, sendo tomado o quartel-general de Porto Alegre, com apenas 50 homens – concomitantemente à eclosão de revoltas em Minas Gerais e na Paraíba, contando em Pernambuco com o apoio de Juarez Távora. Na frente sulista, registra Neves da Fontoura a chegada da notícia da queda de Washington Luís (vide excerto, abaixo). Vargas segue ao Rio, a fim de assumir o centro decisório mas, ao invés de transferir o governo ao vice – João Neves da Fontoura – passa-o para Oswaldo Aranha.

### A Revolução Constitucionalista
Talvez por isso tenha recusado a nomeação, que viera depois, como interventor no estado – assumindo a burocrática função de consultor jurídico do Banco do Brasil. Afasta-se progressivamente do governo, sendo acompanhado por muitos outros elementos gaúchos que pedem demissão.
Aproxima-se Neves da Fontoura dos paulistas (ligados ao Partido Democrático), que defendiam o cumprimento da Constituição republicana e ensaiavam uma resistência. Sua decisão ocorre de forma definitiva após o ataque, feito sob a complacência de Vargas, ao jornal “Diário”, que foi empastelado.
A nomeação de João Alberto Lins de Barros como interventor paulista deflagrou a reação política dos derrotados por Vargas, eclodindo a Revolução Constitucionalista a 9 de julho de 1932. Adere João Neves ao movimento que, derrotado, força-o a um exílio na Argentina por cerca de dois anos.

### Reaproximação com Vargas
Os efeitos da revolta paulista levaram Getúlio a convocar uma Assembleia Constituinte, em 1933, aprovando-se a Carta em 1934, ano em que ocorrem novas eleições para o Congresso. Nela concorre João Neves da Fontoura, sendo eleito deputado federal, em 1935.
Ali integra a minoria oposicionista, opondo-se ao presidente e ao estado de sítio por ele decretado, suspendendo os efeitos da Constituição recém-aprovada. No ano seguinte é eleito para a Academia, reaproximando-se do antigo companheiro e apoiando as medidas que culminaram no golpe que instituiu o Estado Novo, e fez de Vargas o ditador do Brasil. Volta, assim, ao antigo cargo de consultor do Banco do Brasil, em 1937, e assume novo destino em sua vida: a carreira diplomática.

### Diplomacia

Em 1946.

Durante o Estado Novo foi o representante brasileiro em diversas ocasiões: em 1940 esteve na Conferência de Havana, representou o país nas posses presidenciais no Panamá e em Cuba. Em 1943 foi nomeado embaixador em Portugal, permanecendo em Lisboa até 30 de outubro de 1945, quando resignou-se.
Era o embaixador brasileiro em Lisboa na ocasião da Convenção Ortográfica Luso-brasileira de 1943, "com o fim de assegurar a defesa, expansão e prestígio da língua portuguesa no mundo", ratificado por António de Oliveira Salazar. Em 1953, já ministro das Relações Exteriores, Neves da Fontoura saudaria Salazar pelos 25 anos a frente da nação portuguesa. João Neves da Fontoura era um conhecido lusófilo, chegando a ofertar à Legião Portuguesa uma bandeira brasileira. A sua participação no Tratado de Amizade e Consulta, assinado em 16 de novembro de 1953, no qual se dá forma jurídica à comunidade luso-brasileira, foi fundamental para que as negociações avançassem.
Afastado Vargas do poder, e voltando o país ao regime democrático, filia-se ao PSD e é nomeado pelo presidente Dutra ministro das Relações Exteriores, em 1946, representando o país na Conferência de Paz, realizada em Paris. Chefiou, ainda, a Delegação do Brasil na IX Conferência Internacional Americana.
Retornando Vargas à disputa, no pleito de 3 de outubro de 1950, forma dissidência no PSD, apoiando o antigo aliado em detrimento do candidato da própria legenda, Cristiano Machado – facilmente derrotado, junto aos demais concorrentes (Eduardo Gomes e João Mangabeira), dada a grande popularidade do líder gaúcho. É, em 1951, nomeado novamente Ministro das Relações Exteriores, cargo que exerceu até 1953. Ainda em 1951 preside a Delegação do Brasil, no Congresso da União Latina, ocorrido no Rio de Janeiro. Defendeu o alinhamento do país à política externa norte-americana. Ele foi um dos grandes entusiastas do envolvimento do governo brasileiro na Guerra da Coreia.

### Eleição presidencial de 1945
Há em sua biografia um fato pouco conhecido: por duas vezes, de seu exílio de São Borja, Getúlio Vargas escreveu-lhe insistentes cartas pedindo-lhe que aceitasse candidatar-se à Presidência da República, dispondo-se a percorrer a Nação em seu apoio. Em uma delas afirmava Vargas: “Em 29, eu fui o candidato, tu foste o líder. Agora, tu serás o candidato, e eu o líder.” João Neves declinou, pois já assumira compromisso de honra de respaldar Eurico Gaspar Dutra, que, posteriormente, saiu vencedor do pleito.

### Ocaso
Afastando-se da vida pública, definitivamente radicado no Rio de Janeiro, limita-se a escrever artigos conservadores nas páginas do jornal O Globo, e à produção de suas “Memórias”.

## Academia Brasileira de Letras
Foi o segundo ocupante da cadeira 2 da Academia Brasileira de Letras, que tem por patrono Álvares de Azevedo, sucedendo Coelho Neto. Eleito em 19 de março de 1936, tomou posse em 12 de junho de 1937, recebido por Fernando Magalhães.

## Homenagens e títulos

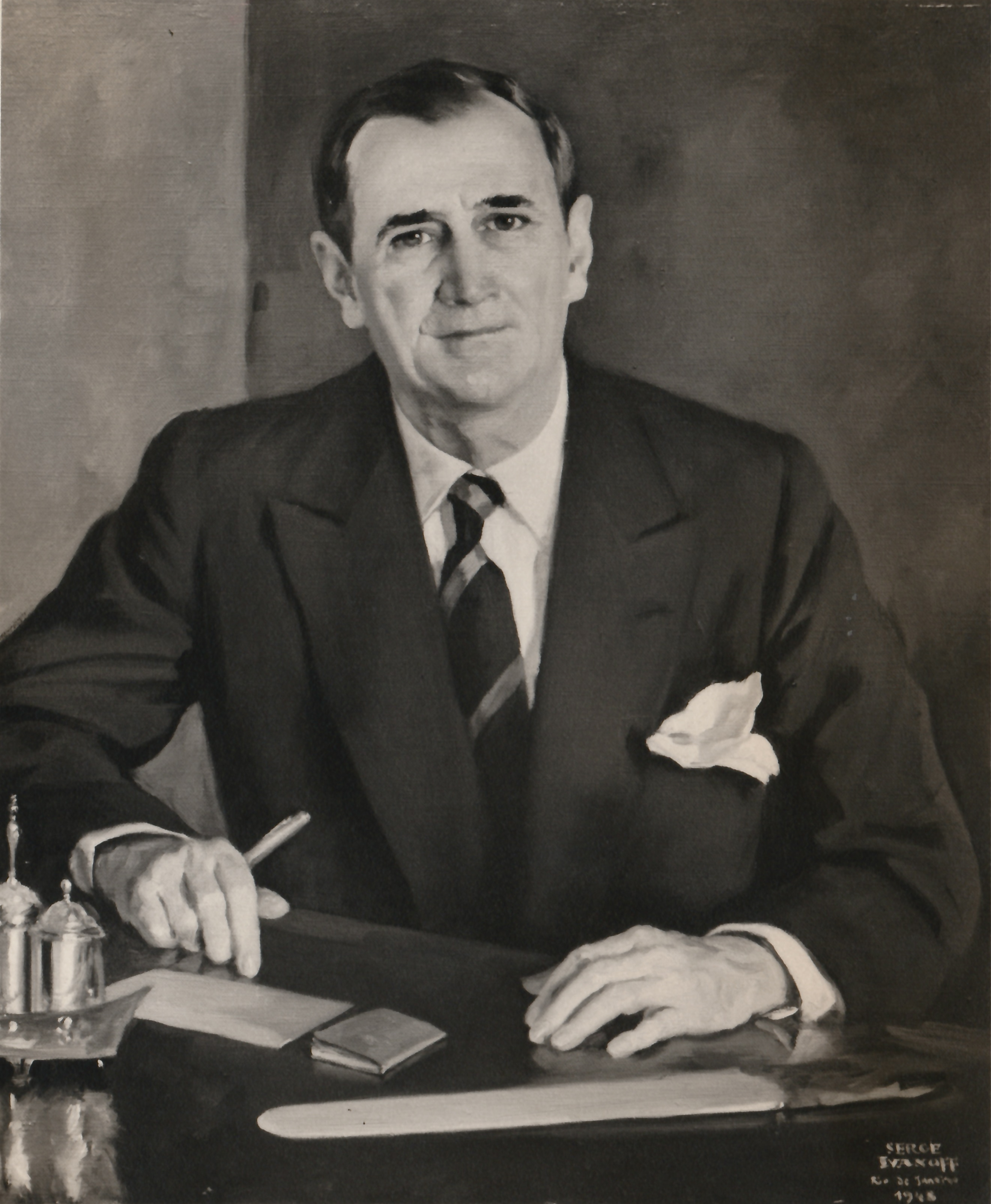
Portrait of Joâo Neves De Fontura, Rio de Janeiro 1948

Além da Academia Brasileira, integrou a Academia Rio-Grandense de Letras e foi membro correspondente da Academia das Ciências de Lisboa, da Academia de Letras do Uruguai e da Academia de la Lengua, colombiana.
Foi doutor honoris causa da Universidade Columbia.
Além disso recebeu a mais alta honraria do Congresso Nacional, a Ordem do Congresso Nacional, medalha que hoje se encontra na posse da família.
A 21 de Janeiro de 1946 foi agraciado com a Grã-Cruz da Ordem Militar de Sant'Iago da Espada e a 17 de maio de 1958 foi agraciado com a Grã-Cruz da Ordem Militar de Cristo de Portugal.
Até hoje o nome do plenarinho da Assembleia Legislativa do Estado do Rio Grande do Sul possui o nome sala João Neves da Fontoura. Em sua homenagem, o prédio da Câmara de Vereadores de Cachoeira do Sul recebeu o nome de Palácio Legislativo João Neves da Fontoura. É nome de rua em diversas cidades, como São Paulo, Porto Alegre, Pelotas, São Leopoldo e Cachoeira do Sul.

## Obras
- O segredo profissional (1909)
- A jornada liberal (1931)
- Por São Paulo e pelo Brasil (1932)
- Acuso (1933)
- A voz das oposições brasileiras (1935)
- Dois perfis (1938)
- Pareceres jurídicos, 2 vol. (1942)
- Orações dispersas (1944)
- Poeira das palavras (1953)
- Memórias (vol. 1, 1958 e vol. 2, 1963)

## Excerto
“Estendi-me numa rede e logo fechou em torno a roda do chimarrão, à espera do almoço. A conversa versou, é claro, a respeito da iminente operação militar sobre Itararé. Cada qual emitia sua opinião, referia notícias trazidas pelas últimas patrulhas, que penetraram no território inimigo.
Muitos dos meus companheiros mais chegados, como Camilo Martins Costa, Leopoldo Sousa, Glicério Alves, Marajó de Barros, Miguel Teixeira e vários outros, se achavam no local quando cerca de dez horas vi Maurício Goulart, que saía correndo do estado-maior e se dirigia ao nosso grupo. Agitava os braços com o aspecto alegre de uma boa mensagem. De longe gritou-nos: "Caiu o Washington Luís." Fomos ao encontro dele. De Curitiba e Ponta Grossa procedia o aviso de que o Presidente da República havia sido deposto aqui no Rio. Secamente, sem pormenores.
Meu primeiro movimento foi de incredulidade, ainda que esta hipótese estivesse dentro das nossas perspectivas, desde o entendimento de Collor com os generais Tasso Fragoso, Francisco Ramos de Andrade Neves e Malan d’Angrogne, nos fins de setembro, como antes relatei.”
(in: Memórias, Vol. II, 1963)

## Fonte de referência
- «SELBACH, Jeferson Francisco. Muito além da Praça José Bonifácio: as elites e os "outsiders" em Cachoeira do Sul pela voz do Jornal do Povo 1930-1945. Unisinos, São Leopoldo, março de 2007. Edição eletrônica.» (PDF)
- «RAMPINELLI, Waldir José. A política internacional de JK e suas relações perigosas com o colonialismo português. Pontifícia Universidade Católica, São Paulo. Edição eletrônica.» (PDF)